# Gerald Mild
Gerald Mild (Salisburgo, 8 aprile 1962) è un ex tennista e allenatore di tennis austriaco.

## Carriera
Ottenne il suo best ranking in singolare il 2 gennaio 1984 con la 275ª posizione del ranking ATP.
Partecipò alla Coppa Davis in 5 incontri con la squadra austriaca di Coppa Davis tra il 1982 e il 1983, vincendo sia i tre singolari che i due doppi.
Ritiratosi divenne allenatore della tennista Anke Huber.